# Marie Poissonnier
Pour les articles homonymes, voir Poissonnier (homonymie).
Marie Poissonnier, née le 4 mai 1979 à Clermont-Ferrand, est une athlète française, spécialiste du saut à la perche. 

## Biographie
Marie Poissonnier s’entraîne au club de Clermont Athlétisme Auvergne.
En 2000, elle bat avec Amandine Homo le record de France du saut à la perche en salle.
En 2002, à Saint-Étienne, aux Championnats de France d'athlétisme, elle bat le record de France avec 4,46 m ; lors de la même séance, Vanessa Boslak passe également cette barre mais termine seconde au nombre d'essais.
Elle passe une licence de géologie.

## Palmarès
- Jeux Méditerranéens 2001
  -  médaille de bronze du saut à la perche, Tunis,  Tunisie
- Championnat de France 2002 à Saint-Étienne,  France
  - 1re du saut à la perche.